# Iphimédie
 (mai 2024).
Dans la mythologie grecque, Iphimédie ou Iphimédéia (en grec ancien : Ἰφιμέδεια / Iphimédeia) est la fille de Triops, lui-même fils de Poséidon, et de Canacé (ou d'Hiscilla). Elle épouse Aloée, frère de son père, et lui donne deux fils, les Aloades (Otos et Éphialtès). Selon d'autres versions, les Aloades ont pour père Poséidon.
Iphimédie fait partie des femmes qu'aperçoit Ulysse lors de sa descente aux enfers.